# Ferdinand Holthausen

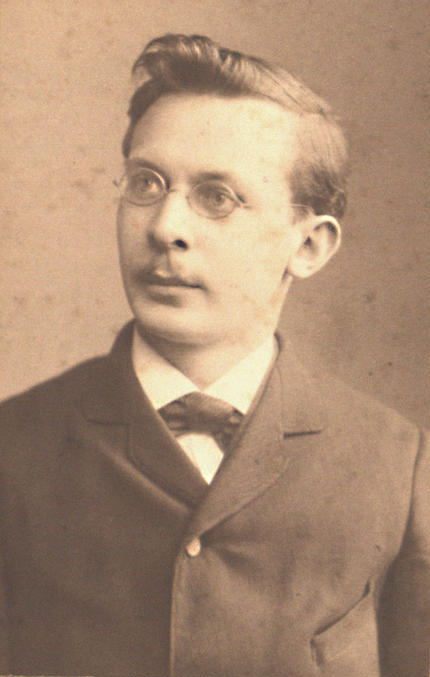
Ferdinand Holthausen

Ferdinand Holthausen (* 9. September 1860 in Soest; † 19. September 1956 in Wiesbaden) war ein deutscher Anglist und Altgermanist.

## Leben
Holthausen promovierte 1884 an der Universität Leipzig mit seiner Schrift Studien zur Thidrekssaga und habilitierte sich 1885 in Heidelberg, war dann in Göttingen (1888) und Gießen (1891) tätig. 1893 wurde er Professor für Altgermanistik an der Universität Göteborg. Von 1900 bis zur Emeritierung 1925 war er Ordinarius für Anglistik an der Universität Kiel. Von 1927 bis 1935 war er Gastprofessor an der Universität Frankfurt.
Holthausen beschäftigte sich in Forschung und Lehre mit dem ganzen altgermanischen Raum um Nord- und Ostsee, sein Forschungsschwerpunkt lag in der altenglischen und altisländischen Literatur.

## Veröffentlichungen (Auswahl)
- Studien zur Thidrekssaga. In: Beiträge zur Geschichte der deutschen Sprache und Literatur. Band 9, Nr. 3, 1884, S. 451–503, (Zugleich: Leipzig, Universität, Dissertation, 1884).
- Die Soester Mundart: Laut- und Formenlehre nebst Texten. Norden [u. a.] 1886 (Digitalisat)
- Lehrbuch der altisländischen Sprache. 2 Bände. Emil Felber, Weimar 1895–1896;
  - Band 1: Altisländisches Elementarbuch. 1895, (Digitalisat);
  - Band 2: Altisländisches Lesebuch. 1896, (Digitalisat).
- Altsächsisches Elementarbuch (= Germanische Bibliothek. Abteilung 1: Elementar- und Handbücher. Reihe 1: Grammatiken. 5, ZDB-ID 576882-2). Winter, Heidelberg 1899, (Digitalisat).
- Etymologisches Wörterbuch der Englischen Sprache. Tauchnitz, Leipzig 1917, (3., neubearbeitete und vermehrte Auflage. Vandenhoeck & Ruprecht, Göttingen 1949).
- Angeln im Widsithliede. In: Schleswig-Holsteinisches Jahrbuch (1924), S. 22f.
- Altenglisches etymologisches Wörterbuch (= Germanische Bibliothek. Abteilung 1: Elementar- und Handbücher. Reihe 4: Wörterbücher. 7, ZDB-ID 576889-5). Winter, Heidelberg 1934.
- Gotisches etymologisches Wörterbuch. Mit Einschluß der Eigennamen und der gotischen Lehnwörter im Romanischen (= Germanische Bibliothek. Abteilung 1: Elementar- und Handbücher. Reihe 4: Wörterbücher. 8). Winter, Heidelberg 1934.
- Altsächsisches Wörterbuch (= Niederdeutsche Studien. 1). Böhlau, Münster u. a. 1954, (2., unveränderte Auflage. Köln u. a., Böhlau 1967, Digitalisat).